# قائمة الحيوانات العاشبة
العواشب هي حيوانات تأكل النباتات. العشب هو شكل من أشكال الاستهلاك حيث يستهلك كائن غير متجانس كائنات أخرى، وبشكل أساسي التغذية الذاتية مثل النباتات والطحالب والبكتيريا الضوئية. بشكل عام، تُعرف الكائنات التي تتغذى على المغذيات الذاتية عمومًا باسم المستهلكين من المستوى الأول.
ما يلي قائمة بالحيوانات التي تتغذى على العواشب.

## الثدييات

### اللواحم
- باندا عملاقة

- الباندا الحمراء

### آكلة الأعشاب
مفردات الأصابع
- التابير
- وحيد القرن
- الخيول
  - حصان
  - الحمار الوحشي
  - حمار

مزدوجات الأصابع
- الإبل
  - جمل
  - اللاما
  - الألبكة
  - غواناكو
  - فكونة

## الزواحف

### الحرشفيات(السحالي والثعابين وسحالي الديدان)
- الضب (السحالي ذات الذيل الشوكي)
- سحالي جزر سليمان
- الإغوانات (معظمها آكلة الأعشاب)
  - إغوانة الأنتيل الصغرى
  - الإغوانا الخضراء

### السلاحف
- السلاحف

### الديناصورات
- صوروبودا
- طيريات الورك
  - مثيلات قرنيات الوجه [2]

## طيور
- بجعة
- هواتزين
- الببغاوات
  - كوكاتو
  - الببغاوات الحقيقية
  - ببغاوات نيوزيلندا

## البرمائيات
- صفاريات [3]
- العديد من الشراغيف

## سمك
- تلعب الأسماك العاشبة دورًا رئيسيًا في الحفاظ على النظم البيئية الصحية، خاصة في الشعاب الاستوائية، حيث تعزز التوازن بين الشعاب المرجانية والطحالب الكبيرة. تشمل الأسماك العاشبة Acanthurus lineatus أو الجراح المبطن (المعروف أيضًا باسم الجراح ذو الشريط الأزرق) ، Acanthurus nigrofuscus ومجرفات الحمار الوحشي.[4]
- جنس الأنفية هو في الأساس عاشب.
- معظم أنواتع عائلة السمكة الببغائية تقريبًا من الحيوانات العاشبة.[5][6]

## اللافقاريات

### الحشرات
- الفراشات
- نطاطات طويلة القرون
- نطاطات الشجر
- قافزات الأوراق
- العث
- الجنادب
- اليسروع

### اللافقاريات الأخرى
- القواقع والرخويات
- ديدان الأرض